# Zoco de La Valeta
El zoco o mercado de La Valeta (en maltés, Is-Suq tal-Belt /ɪs suːʔ tɐl bɛlt/ «Mercado de Ciudad»), también conocido como «Mercado cubierto», es un mercado de abastos del siglo XIX ubicado en triq il-Merkanti, La Valeta, la capital de Malta. Es notable por ser el primer edificio en Malta construido principalmente de hierro. El edificio fue severamente dañado en la Segunda Guerra Mundial, y la reconstrucción fue insensible a la estructura original. Se hicieron más modificaciones en las últimas décadas, y el mercado comenzó a declinar en la década de 1970. Un intento de renombrarlo como un centro comercial conocido como Ixtri Malti («compra maltesa») en la década de 1980 no tuvo éxito. El mercado continuó disminuyendo hasta que se renovó en 2016-17, y se volvió a abrir como mercado de alimentos en enero de 2018.

## Historia

### Trasfondo y construcción
En el siglo XVI, el sitio ahora ocupado por el mercado era una plaza llamada Piazza del Malcantone. El sitio fue utilizado como escenario para condenar a reos al ahorcamiento, que eran humillados y torturados públicamente por toda La Valeta antes de ser colgados en Floriana. También se usaba como mercado, donde se vendían las cosechas y bienes del campo. En algún momento durante el gobierno de la Orden de San Juan, el primer edificio fue construido en el sitio. Era un edificio barroco de dos pisos de altura con un gran patio central con una fuente. Las arcadas corrían alrededor de tres lados del patio, con tiendas repartidas en los dos pisos. En 1784, el edificio tenía dos entradas, una que conducía a las calles actuales triq Il-Merkanti (o Merchants Street) y la otra triq San Pawl (o St. Paul's Street). Este edificio fue demolido a principios del período británico, principalmente debido a problemas de saneamiento. Durante la renovación de 2016-17, se descubrieron restos como pequeñas cisternas excavadas en la roca y paredes divisorias del edificio original, lo que permitió a los arqueólogos hacer una reconstrucción en 3D del mismo.
Hubo una propuesta para construir una iglesia protestante en el sitio, pero poco después fue rechazada.
Los planes para reconstruir un mercado cubierto en La Valeta comenzaron en 1845, y el mercado de La Valeta se construyó entre 1859 y 1861 en el sitio de las antiguas cárceles. El edificio fue diseñado por el Superintendente de Obras Públicas, Héctor Zimelli, pero se completó bajo la dirección de Emanuele Luigi Galizia. La construcción costó £3934, y el mercado originalmente contenía 153 puestos y 65 bodegas. En 1938, el mercado fue promovido por uno de los vendedores de frutas para tener los mejores suministros de alimentos frescos para todos los estratos de la sociedad.

### Segunda Guerra Mundial y decadencia

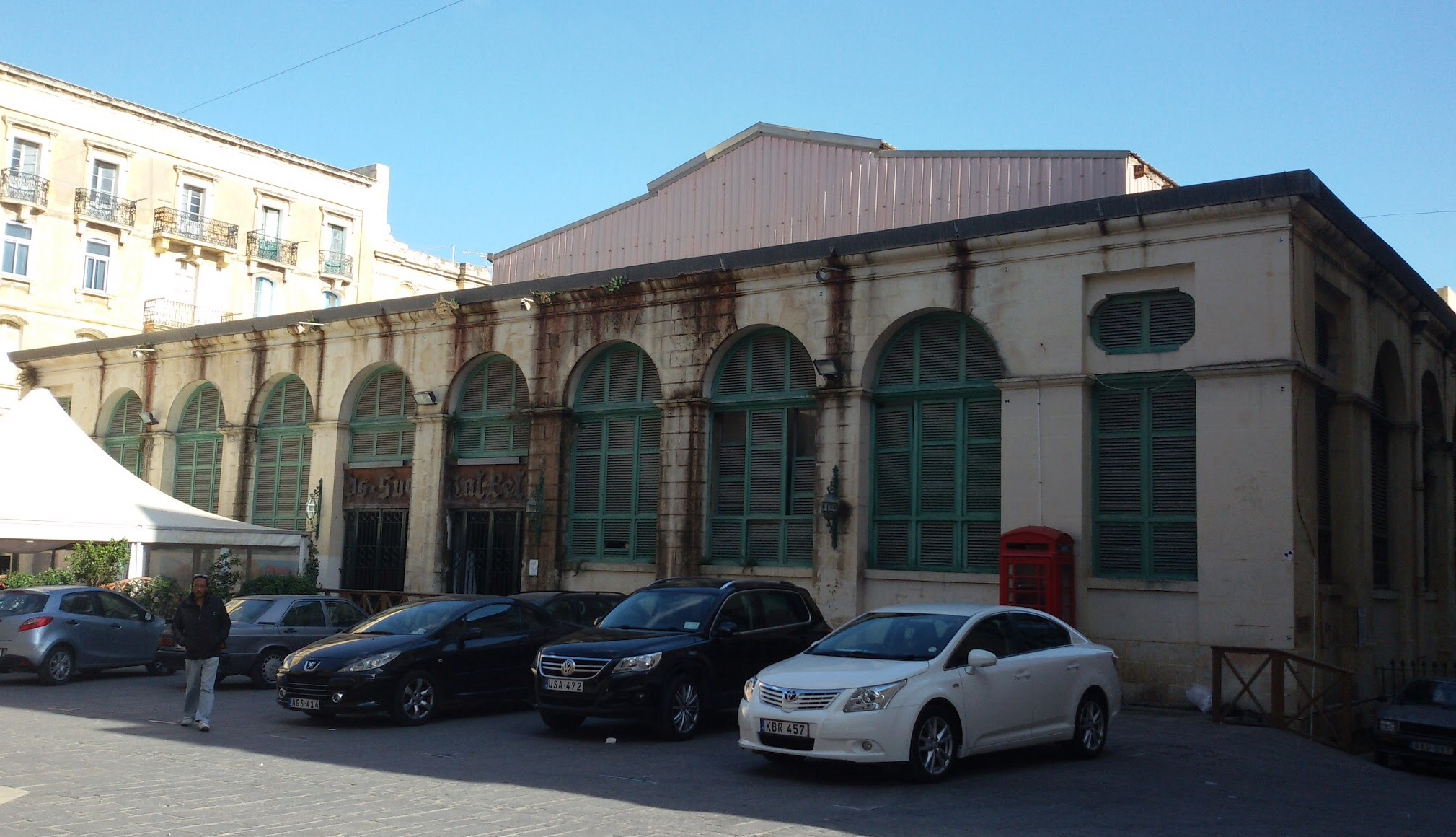
El mercado en 2016, justo antes de la renovación.

El edificio fue bombardeado el 7 de abril de 1942, durante la Segunda Guerra Mundial, destruyendo un tercio del edificio. Las partes dañadas se repararon poco después, pero no se reconstruyeron al plan original y se perdió la simetría del techo. Para 1966, el mercado ya no cumplía con los estándares de higiene, por lo que fue revisado. En 1970, se construyeron dos pisos nuevos y se instalaron un par de escaleras mecánicas. El mercado prosperó durante algunos años más, antes de comenzar a declinar a mediados de la década de 1970.
En 1982, el mercado de alimentos fue transferido a Floriana, y un año más tarde, el Mercado de La Valeta fue rebautizado como una galería comercial llamada Ixtri Malti (Buy Maltese). Este movimiento no tuvo mucho éxito, y el mercado de alimentos volvió a Valletta en 1989. A pesar de esto, el mercado continuó disminuyendo.
La Autoridad de Medio Ambiente y Planificación de Malta programó el edificio como monumento nacional de Grado 1 el 28 de marzo de 2012.

### Renovación

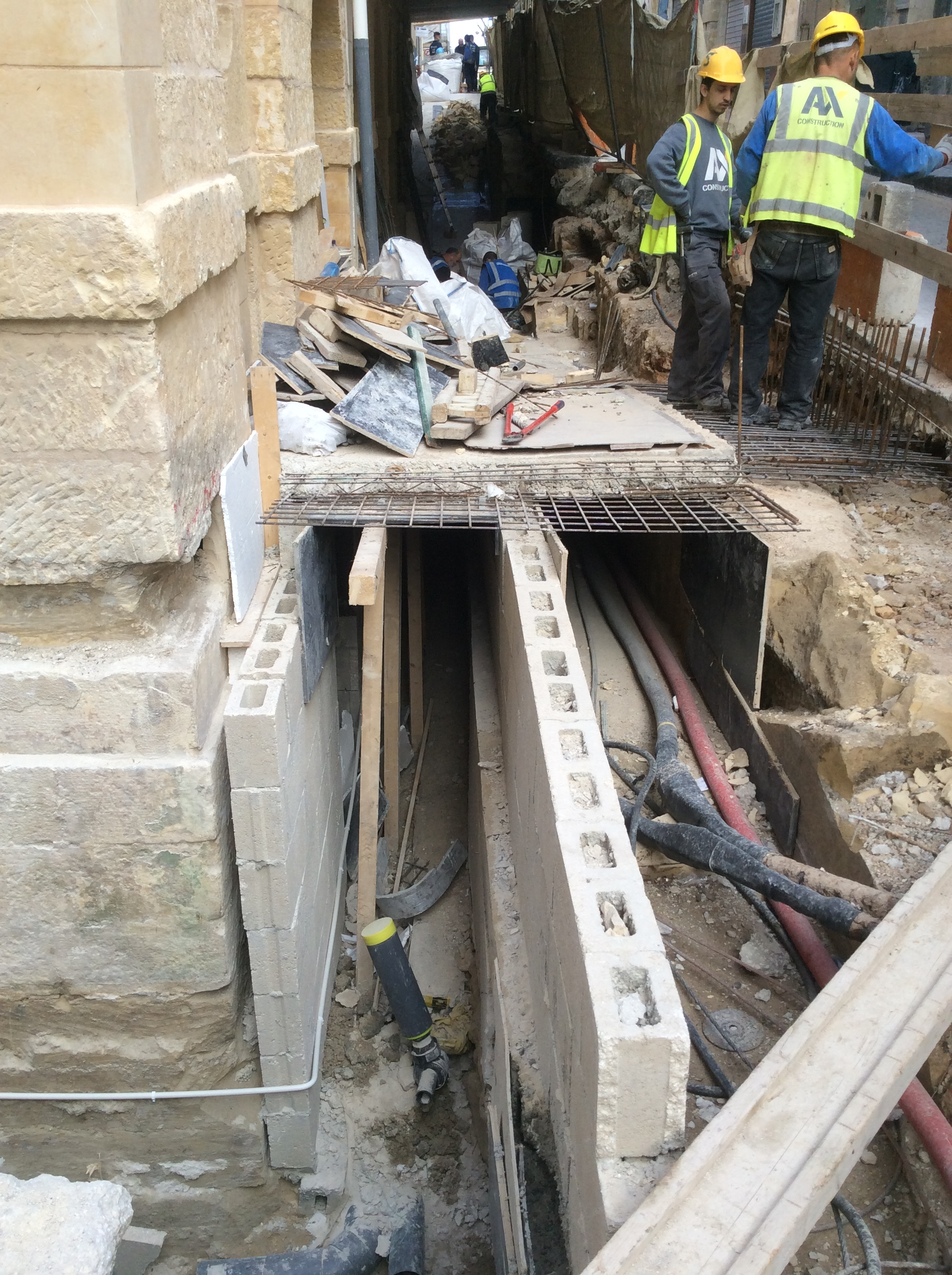
Renovación del zoco en 2017.

Los planes para la restauración del zoco de La Valeta comenzaron después de la nominación de La Valeta como Capital Europea de la Cultura para 2018. El gobierno consideró la restauración de la estructura como parte del plan maestro de regeneración de La Valeta. En enero de 2016, el edificio fue arrendado a la cadena de supermercados Arkadia Co. Ltd por 65 años. Originalmente se estimó que la restauración y la renovación costaron alrededor de € 7.000.000€, pero la inversión total eventualmente ascendió a 14.000.000€. Durante la renovación, las adiciones posteriores al edificio fueron desmanteladas, mientras que los elementos originales de la estructura fueron preservados y restaurados. Partes del edificio se convirtieron en mercados de alimentos, restaurantes y puestos, mientras que el nivel superior está destinado a actividades y eventos culturales. Las obras de renovación se inspiraron en el Mercado de San Miguel de Madrid y La Boquería de Barcelona.
La renovación del mercado de La Valeta comenzó en mayo de 2016 y se esperaba que el proyecto se completara en mayo de 2017. Un plazo no oficial de octubre se extendió repetidamente hasta mediados de diciembre, pero se incumplieron estos plazos. Las obras estaban casi terminadas a mediados de 2017, pero continuaron hasta el final del año, justo a tiempo para Valletta 2018. El mercado volvió a abrir al público el 3 de enero de 2018, y la apertura oficial del Primer Ministro Joseph Muscat tuvo lugar el 2 de marzo de 2018.
Las críticas por la reurbanización incluyeron la preocupación de los residentes de que el establecimiento provocaría un mayor ruido por la noche, especialmente si se establecen más restaurantes y bares en el área.

## Arquitectura

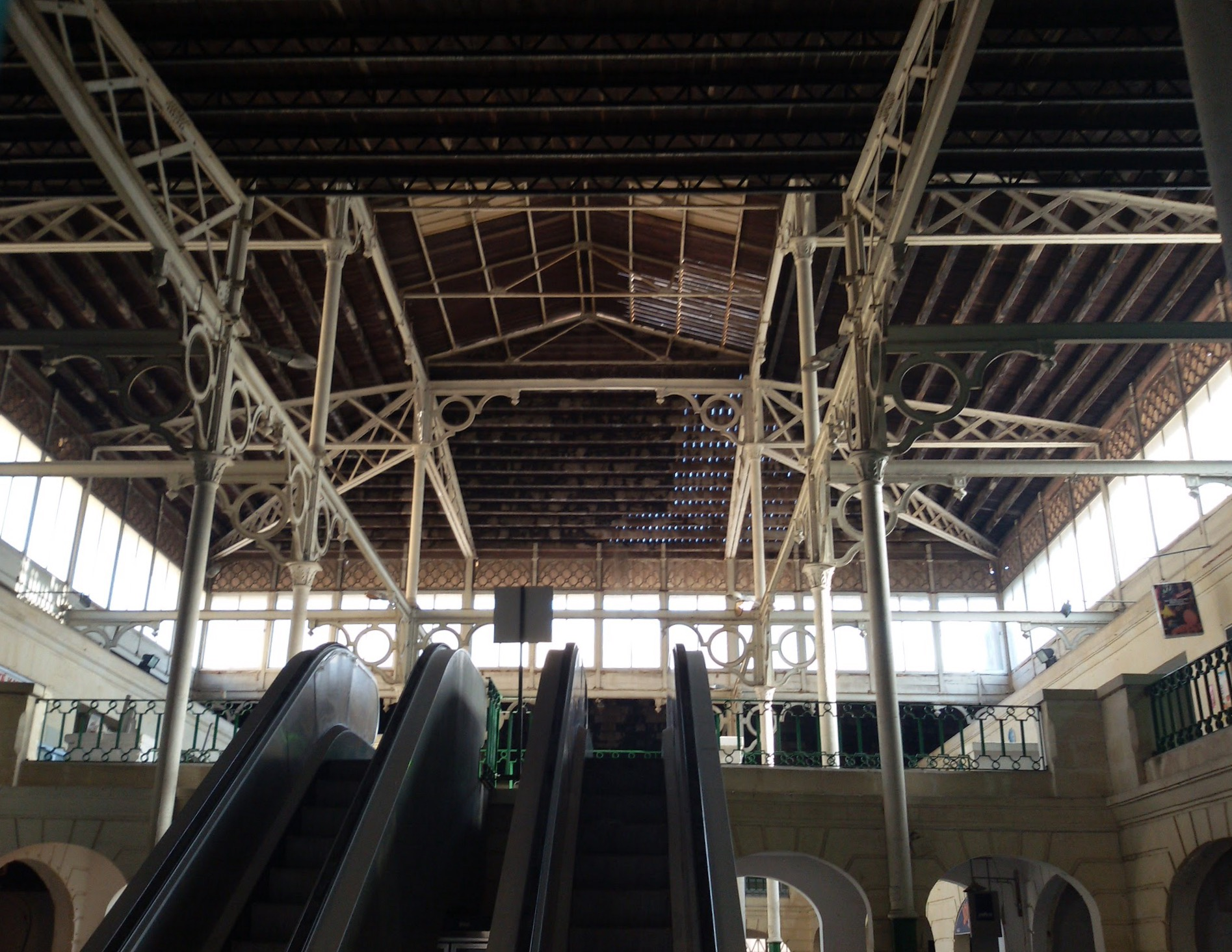
Interior en 2016, justo antes de la renovación.

El zoco tiene una planta rectangular, y las paredes y arcos que componen sus tres pisos están construidos de piedra caliza como muchos otros edificios en Malta. Sin embargo, el techo está hecho de yerro fundido y forjado con cubierta de madera, y se apoya en columnas y armaduras de yerro fundido. Este uso de yerro lo convierte en una estructura inusual, y fue el primer edificio en Malta que se construyó principalmente de yerro prefabricado. El yerro se había utilizado en estructuras anteriores en la isla, como el Museo marítimo de Malta y las prisiones de Corradino, pero en una escala mucho menor que el mercado de La Valeta.
El diseño del mercado de La Valeta se inspiró en Covent Garden de Londres y las Halles de París. El diseño del mercado de La Valeta influyó en proyectos similares en otras partes del Imperio Británico, incluso en Calcuta.

## Lectura complementaria
- Badger, George Percy (1869). Historical Guide to Malta and Gozo. Calleja. pp. 221-222.

- Mifsud, Christian (2017). «The market before ‘is-Suq tal-Belt’: rediscovering the Knights’ Period market building in Valletta». Proceedings of History Week.

- Mifsud, Christian (28 de noviembre de 2017). «The Valletta Baroque Market». YouTube. «El tema de este estudio es el Mercado Barroco de Valletta existente durante el Período de los Caballeros. Este estudio tiene como objetivo investigar los espacios construidos del primer edificio de mercado existente entre 1643 y hasta su demolición en 1859, cuando una nueva estructura de hierro cubrió el mercado reemplazando el antiguo edificio. El estudio se presentó por primera vez en Malta History Week 2017 titulado Food as Voice: perspectivas históricas celebradas en el Aula Capitulare en Mdina, Malta, entre el 8 y el 11 de noviembre de 2017 y organizado por la Sociedad Histórica de Malta. Un artículo titulado "El mercado antes de‘ is-Suq tal-Belt ": redescubriendo la construcción del mercado del Período de los Caballeros en La Valeta" se publicará en las Actas de la Semana de la Historia 2017».